# Propeler s konstantnimi vrtljaji
 Propeler s konstantnimi vrtljaji (ang. constant speed propeller - CSP) je vrsta letalskega propelerja, pri katerem se vpadni kot oz. geometrijski kot (korak) avtomatsko spreminja, tako da se propeler ne glede na moč motorja vrti z enakimi vrtljaji. Uporablja se na s turbopropelerskmi ali batnimi motorji. Prednosti pred letali s fiksnim propelerjem je bolj optimalno delovanje pri vzletu in križarjenju.
Če se pri enakih vrtljajih propelerja poveča moč motorja, se korak krakov poveča, s čimer se obremenitev motorja poveča in vrtljaji padejo. Z zmanjšanjem moči pa se korak zmanjša, obremenitev motorja pade, vrtljaji pa se zato povečajo. Pilot ima možnost nastavitve hitrosti vrtenja propelerja preko ročice v kabini. Če na primer želi povečati hitrost vrtenja, se pri nespremenjeni moči korak zmanjša, s tem pa vrtljaji propelerja narastejo, in obratno. Princip tako močno spominja na delovanje in namen menjalnika pri avtomobilih.
Za nastavljanje koraka propelerja skrbi posebna naprava, ki deluje na principu centrifugalnega regulatorja, kraki propelerja pa se premikajo s pomočjo hidravličnega sistema. 
Podoben propelerju s konstantnimi vrtljaji je tudi propeler z nastavljivim korakom. Pri tej vrsti propelerja pilot ne spreminja vrtljajev propelerja, temveč neposredno korak propelerja. Brez spreminjanja koraka je propeler enak fiksnemu propelerju. Propeler s konstantnimi vrtljaji je pri uporabi turbopropelerskih motorjev po navadi kombiniran s to vrsto propelerja. Tako poleg konstantne hitrosti lahko omogoča postavitev krakov "na nož" za zmanjšanje zračnega upora v primeru odpovedi motorja, pri nekaterih letalih pa tudi reverzni potisk za namene zaviranja ali premikanja na tleh.  